# Kálmán Csengeri
Kálmán Csengeri (* 20. September 1959 in Ózd) ist ein ehemaliger ungarischer Gewichtheber.

## Karriere
Csengeri kam bei den Weltmeisterschaften 1983 im Stoßen auf den achten Platz in der Klasse bis 75 kg. 1985 erreichte er bei den Weltmeisterschaften den sechsten Platz in der Klasse bis 82,5 kg. Bei den Olympischen Spielen 1988 startete er wieder in der Klasse bis 75 kg und wurde mit 350,0 kg Vierter. Nachdem er aber bei der Dopingkontrolle positiv auf Anabolika war, wurde er disqualifiziert und für vier Jahre gesperrt.